# Северный Ниас
Северный Ниас (индон. Nias Utara) — округ в провинции Северная Суматра. Административный центр — город Лоту.

## История
Округ был выделен в 2008 году из состава округа Ниас.

## Население
Согласно оценке 2010 года, на территории округа проживало 127 530 человек.

## Административное деление
Округ делится на следующие районы:
- Афулу
- Аласа
- Аласа-Талумузой
- Лахева
- Лахева-Тимур
- Лоту
- Намохалу-Эсива
- Саво
- Ситолу-Ори
- Тугала-Оё
- Тухемберуа